# Miocnus
Miocnus es un género extinto de perezoso terrestre endémico de Cuba que vivió desde el Pleistoceno hasta el Plioceno inferior, hace entre 1,8 millones y 11.000 años aproximadamente.

## Taxonomía
Miocnus fue nombrado por Matthew (1931). Su especie tipo es  Miocnus antillensis. Fue asignado a los Megalonychidae por Matthew (1931).

## Distribución fósil
Sitios y edades del espécimen (lista completa):
- Casimba, Cuba ~1.8 Mya-11,000 año.